# Christof Geiß
Pour les articles homonymes, voir Geiss.
 (novembre 2021).
Christof Geiß, également appelé Geiss Hahn et Geiß Hahn, né en 1964, est un mathématicien allemand spécialiste d'algèbre.

## Biographie
Christof Geiß étudie les mathématiques à l'université de Bayreuth où il reçoit son Diplom en 1990 et son doctorat en 1993. Il est chercheur et professeur à l'université nationale autonome du Mexique (UNAM), où il a fait des séjours de recherche en 1991 et en 1992 et où il est recruté comme investigador associado en 1993 avant de devenir un investigador titular C.

## Annexe